# Guerino Siligardi
Guerino Siligardi, detto Ciccio (Carpi, 1º gennaio 1924 – Carpi, 24 marzo 2008), è stato un calciatore italiano, di ruolo portiere.

## Biografia
Suo padre muore prematuramente nel 1932 in un incidente, circostanza che lo induce ad iniziare presto a lavorare e mandare denaro alla famiglia per mantenerla. Aveva due sorelle più giovani, Luciana e Marina.
Non sposato, dopo una vita in giro per l'Italia, torna a Carpi negli ultimi anni. Muore il giorno di Pasqua del 2008, in ospedale, a causa di complicazioni dovute ad un'operazione.

## Carriera

### Giocatore
Esordisce a livello professionistico all'età di diciassette anni con il Carpi, con cui nella stagione 1941-1942 disputa il campionato di Serie C. Nella stagione 1942-1943 fa parte della rosa del Modena, con cui vince il campionato di Serie B. Nella stagione 1943-1944 partecipa al campionato di Divisione Nazionale con il Carpi, dove fa la riserva di Arnaldo Sentimenti.
Dopo la fine della Seconda guerra mondiale continua a giocare nel Carpi, con cui nella stagione 1945-1946 gioca in Serie C. Nella stagione 1947-1948 veste la maglia del Gubbio, con cui gioca 18 partite in Serie B 1947-1948; rimane nella squadra umbra anche nella stagione 1948-1949, disputata in Serie C.
Nel 1949 si trasferisce al Catanzaro, con la cui maglia nella stagione 1949-1950 subisce 25 reti in 15 presenze in Serie C; viene riconfermato in squadra anche per la stagione 1950-1951, nella quale gioca stabilmente da titolare, subendo 28 reti in 33 presenze in campionato.
Nel 1951 viene acquistato dalla Salernitana, società di Serie B; con i campani subisce 20 reti in 20 presenze nella stagione 1951-1952 e 5 reti in 5 presenze nella stagione 1952-1953; successivamente, nella stagione 1955-1956 torna a giocare nel Carpi, in IV Serie.

### Allenatore
Nella stagione 1954-1955 e nella stagione 1955-1956 ha allenato il Carpi in IV Serie; è tornato sulla panchina del club emiliano anche nella stagione 1971-1972, disputata in Serie D, nella quale ha allenato i biancorossi a partire dalla diciottesima giornata.
Successivamente è rimasto ad allenare i biancorossi per tutta la stagione 1972-1973 e per tutta la stagione 1973-1974, conclusasi con la vittoria del campionato e, quindi, con la promozione nel successivo campionato di Serie C.
Nella stagione 1974-1975 è subentrato ad Evaristo Malavasi (che in precedenza aveva a sua volta sostituito Dino Binacchi, che ad inizio stagione aveva preso il posto di Siligardi) sulla panchina del Carpi, con cui conclude al ventesimo posto in classifica il girone B del campionato di Serie C.
Negli anni successivi ha ancora lavorato nel Carpi, come preparatore dei portieri nel settore giovanile, incarico lasciato definitivamente nel 1993.

## Palmarès

### Giocatore

#### Competizioni nazionali
- Serie B: 1

Modena: 1942-1943
- Serie C: 1

Carpi: 1945-1946 (girone I)

### Allenatore

#### Competizioni nazionali
- Serie D: 1

Carpi: 1973-1974